# Frank Jorge
Frank Jorge (né le 20 septembre 1966 à Porto Alegre, dans l'État du Rio Grande do Sul) est un compositeur, multi-instrumentiste, chanteur, auteur et professeur brésilien.

## Biographie

### Jeunesse et débuts
Frank Jorge est né à Porto Alegre, cadet d'une famille de six enfants. Son père est un médecin uruguayen qui décède alors qu'il est encore jeune, en 1968. Sa mère, en revanche, est originaire de Porto Alegre, et ils se sont rencontrés lorsque son père est allé étudier la médecine dans la capitale. Sa famille est très attachée à la musique et à la lecture, et la cohabitation entre les frères et sœurs est harmonieuse. Selon Frank, sa « maman, même si elle n'est pas allée à l'université, avait un bon et solide bagage culturel, elle aimait la lecture, la musique, la MPB, le tango ». Son père, de son vivant, voyageait beaucoup avec sa mère « en Argentine et en Uruguay pour des congrès médicaux. De là, il ramenait des disques de tango et des Beatles, qui sortaient dans les années 1960 ».
Le premier contact de Frank avec la musique se fait avec une guitare et un berimbau appartenant à un parent. Plus tard, vivant dans le quartier de Mont' Serrat, il décide de prendre des cours de guitare après avoir vu une amie de ses sœurs jouer. Il achète même un clavier grâce à un héritage de ses grands-parents paternels, et commence à prendre deux leçons par semaine avec un guitariste local surnommé Foguinho.

### Années 1990

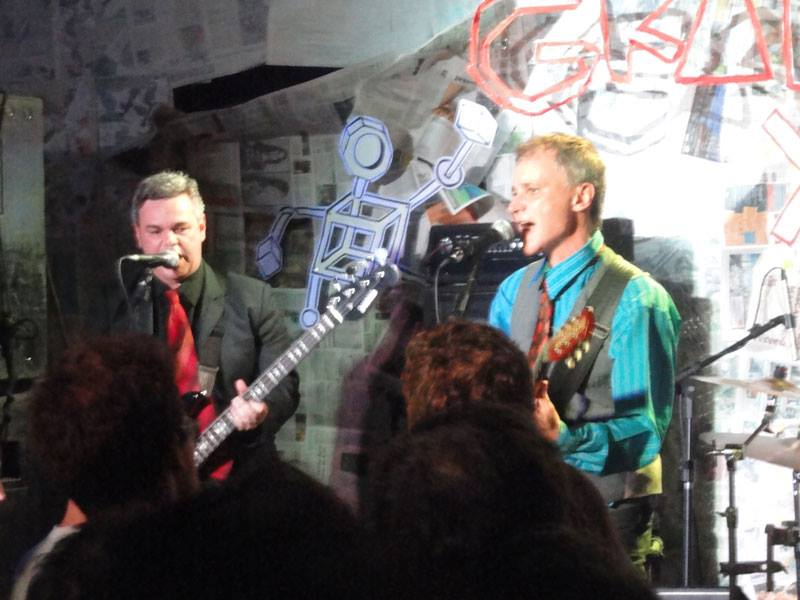
Frank Jorge et Marcelo Birck.

Les années 1990 marquent une phase très productive sur le plan culturel. En 1991 naît son premier enfant, et l'année suivante, le musicien termine ses études. Frank continue d'enseigner la guitare et la contrebasse, et de jouer dans des groupes tels que Black Master et Júlio Reny Guitar Band. En 1995, Graforréia sort son premier album, Coisa de Louco II, qui obtient une reconnaissance nationale après la première du clip vidéo de Você foi Embora sur MTV. La reconnaissance est telle que le groupe Pato Fu (originaire du Minas Gerais) réenregistre Nunca Dica sur son album Televisão de Cachorro (1998),.
En 1997, Frank commence un autre projet musical avec un partenaire de longue date : Júlio Reny. Avec Márcio Petracco, ils forment les Cowboys Espirituais et sortent l'album homonyme en 1998. L'album contient le morceau Joven Cowboy, qui fait l'objet d'un clip et reçoit le prix de la révélation latino-américaine de la chaîne de télévision country CMT. Frank ne reste que peu de temps avec le groupe, mais continue à contribuer aux œuvres futures. Graforréia sort un autre album en 1998, Chapinhas de Ouro, avant de fermer le bar Ocidente en 2000.
À la fin des années 1990, Frank est invité à rédiger des chroniques quotidiennes pour l'émission Ouvinte Eletrônico de la radio Ipanema FM. Il écrit aussi sporadiquement pour Não, un mouvement culturel de Porto Alegre né à la fin des années 1970. En raison de ses incursions dans les chroniques, de sa passion pour la littérature et de son diplôme dans ce domaine, Frank est invité à participer au projet hebdomadaire Sarau Elétrico en tant que présentateur. Le projet créé en juillet 1999, après une interview de l'écrivain et professeur Luís Augusto Fischer par Katia Suman pour la radio Ipanema FM. Selon le musicien, « avec Sarau, je devais générer une production textuelle à lire. En effet, en plus de lire d'autres écrivains, il y avait un moment où je lisais quelque chose de moi, non publié. Cela générait de la matière, et j'ai fini par sortir quatre livres, mais ce n'était pas un projet littéraire, c'était de la littérature possible, à ma portée, qui était une sorte de texte sans prétention, parfois une nouvelle, un poème ».

### Depuis les années 2000
Sur la base d'œuvres écrits pour Sarau Elétrico et d'autres expériences, Frank publie quatre livres : Realidades e Chantillys Diversos (Artes e Ofícios, 2000), Crocâncias Inéditas (2001), Vida de Verdade (2002), tous deux publiés par Sagra-Lusato, et Sem Aparente Significado Especial, publié en 2004 par AMEOP,. Sur le plan musical, sa carrière solo prend son envol. Il publie deux albums, Carteira Nacional de Apaixonado (2000), sur le label Barulhinho, et Vida de Verdade (2003), sur YB Music,. Une de ses chansons, Homem de Neanderthal, est réenregistrée sur l'album Entre Seus Rins (2002) par le groupe Ira! de São Paulo. Il participe également à l'hommage au musicien Nei Lisboa, Baladas do Bom Fim (publié en 2002 par Orbeat), avec une réinterprétation de la chanson Fábula. Son expérience avec Sarau Elétrico lui vaut également d'être invité à travailler pour TVE RS entre 2001 et 2003, en tant que directeur et présentateur du programme Radar. Il suit un cours de radiodiffusion au SENAC-RS, et travaille sur un programme radio pour FM Cultura. Il travaille ensuite au département municipal de la culture de Porto Alegre, en tant que directeur de l'Usina do Gasômetro. En 2004, il a son troisième et dernier enfant (la seule fille).
En décembre 2010, une rencontre des générations du rock du Rio Grande do Sul est diffusée, appelée Compacto, qui réunit Frank Jorge et le groupe Superguidis et est sponsorisée par Petrobras,. En 2011, Frank commence un programme de master en communication à Unisinos. En 2017, il obtient un master en sciences de la communication.
Pendant 16 ans, jusqu'en juillet 2023, il est le coordinateur du cours de production phonographique à l'Unisinos. Il quitte Porto Alegre pour s'installer à Buenos Aires, en Argentine.

## Discographie

### Albums solo
- 2000 : Carteira Nacional de Apaixonado
- 2003 : Vida de Verdade
- 2008 : Volume 3
- 2016 : Escorrega Mil Vai Três Sobra Sete
- 2018 : Histórias Excêntricas ou Algum Tipo de Urgência

### Avec Os Cascavelletes
- 1987 : Vórtex Demo (démo)
- 1988 : Os Cascavelletes (EP)
- 1988 : Rio Grande do Rock (compilation)

### Avec Graforreia Xilarmônica
- 1995 : Coisa de Louco II
- 1998 : Chapinhas de Ouro

### Avec Cowboys Espirituais
- 1998 : Cowboys Espirituais

## Distinctions

### Prêmio Açorianos
| Année | Catégorie               | Nommé       | Résultat   |
| ----- | ----------------------- | ----------- | ---------- |
| 1998  | Compositeur             | Frank Jorge | Lauréat    |
| 1999  | Interprète de pop/rock  | Frank Jorge | Nomination |
| 2000  | Compositeur de pop/rock | Frank Jorge | Lauréat    |
| 2009  | Compositeur de pop/rock | Frank Jorge | Nomination |
| 2009  | Interprète de pop/rock  | Frank Jorge | Nomination |
| 2009  | Album de pop/rock       | Volume 3    | Nomination |